# Veganzones
Veganzones es un municipio y localidad española de la provincia de Segovia, en la comunidad autónoma de Castilla y León. Cuenta con una población de 197 habitantes (INE 2024).

## Geografía

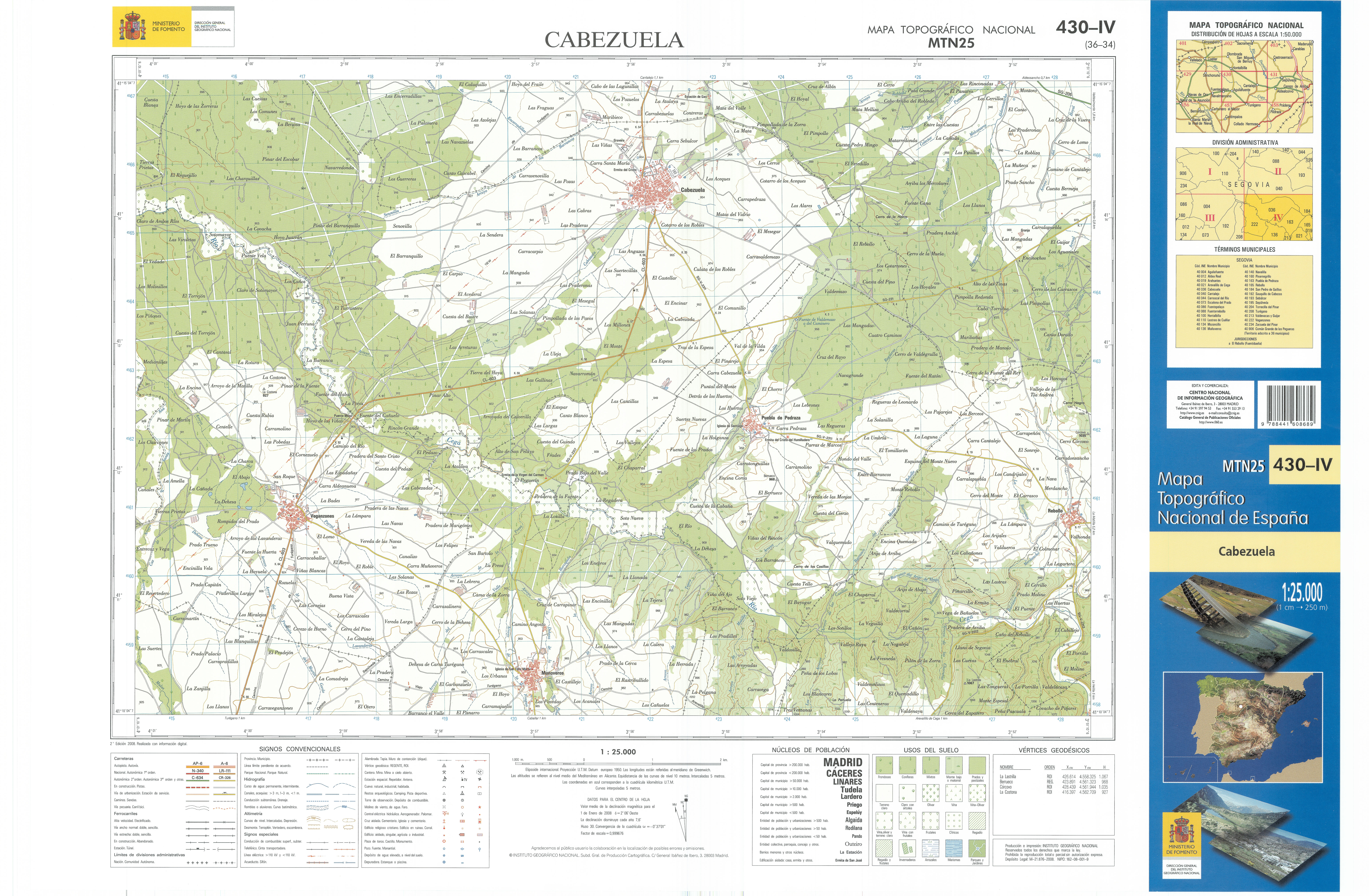
Fragmento de la hoja 430 del Mapa Topográfico Nacional de España de 2008 en el que se representa parte de Veganzones

| Noroeste: Cabezuela | Norte: Cabezuela | Noreste: Cabezuela |
| Oeste: Turégano     |                  | Este: Muñoveros    |
| Suroeste: Turégano  | Sur: Turégano    | Sureste: Muñoveros |

## Historia
La villa de Veganzones fue lugar poblado por el Obispo de Segovia, entre los siglos XII y XIII, dentro del territorio que doña Urraca, reina de Castilla y León, le había concedido en 1123, junto a Turégano y Caballar. En tiempos medievales se llamó Vega de Infanzones. Con este nombre, Vega Infançones es denominada en una Carta del rey Juan II firmada en Burgo de Osma el 15 de junio de 1430.
Se mantuvo bajo el señorío episcopal de Segovia hasta que, en tiempo de Felipe II, fue segregada del Señorío y quedó incorporada como villa de la corona. El rey iba a venderla a Nicolao de Grimaldo, príncipe de Salerno y este, a su vez, a Miguel Mexía de Tovar, de Villacastín. Pero Veganzones compró su propia jurisdicción, para no llegar a ser de señorío particular, según acuerdo de 3 de diciembre de 1579. El precio fue de 2.904.125 maravedís.

La Carta de desmembración del Señorío episcopal se firmó el 19 de diciembre de 1580. Pero la Carta de Venta y Privilegio (manuscrito conservado en el archivo del Ayuntamiento de la villa) no llegó a firmarse hasta el 25 de marzo de 1615, por Felipe III. En ella se lee:
«…Y os hago villa de por sí y sobre sí, y lo seáis y os llaméis e intituléis; para que el la dicha villa y en los dichos sus términos y jurisdicción uséis y exerçais la dicha jurisdicción civil y criminal, alta y vaxa, mero mixto imperio della… como lo hacía el dicho obispo de Segovia; y podáis poner y pongáis, y tener y tengáis, en la dicha villa y sus términos, para la execución de la justicia, horca, picota, cuchillo, cárcel, cepo y açote…»

## Demografía
Cuenta con una población de 197 habitantes (INE 2024).
| Gráfica de evolución demográfica de Veganzones entre 1842 y 2021                                                      |
| |
| Población de derecho según los censos de población del INE. Población de hecho según los censos de población del INE. |

## Símbolos
El escudo heráldico que representa al municipio se blasona de la siguiente manera: 

«Escudo partido y mantelado. Primero de sinople bandeja de plata con dos senos femeninos de oro amputados y sangrantes de gules. Segundo de gules corona de hijodalgo de oro. En el mantel de plata báculo y cruz obispal de gules puestos en aspa. Al timbre Corona Real cerrada.»
Boletín Oficial de Castilla y León n.º 177/1997 de 16 de septiembre de 1997

La descripción textual de la bandera es la siguiente:

«Bandera rectangular, de proporciones 2:3, formada por un paño amarillo con un aspa roja y una corona amarilla de infanzón en su intersección.»
Boletín Oficial de Castilla y León n.º 177/1997 de 16 de septiembre de 1997

## Administración y política
| Periodo   | Nombre                          | Partido   |
| --------- | ------------------------------- | --------- |
| 1979-1983 | José Eloy Rincón Borreguero     | UCD       |
| 1983-1987 | Julián Cuesta Hernando          | AP-PDP-UL |
| 1987-1991 | Ángel Virseda López             | AP        |
| 1991-1995 | Ángel Virseda López             | PP        |
| 1995-1999 | José Antonio Hernando de Frutos | PP        |
| 1999-2003 | José Antonio Hernando de Frutos | PP        |
| 2003-2007 | José Antonio Hernando de Frutos | PP        |
| 2007-2011 | José Antonio Hernando de Frutos | PP        |
| 2011-2015 | Pedro Luis Cuesta Martín        | PP        |
| 2015-2019 | Pedro Luis Cuesta Martín        | PP        |
| 2019-2023 | Pedro Luis Cuesta Martín        | PP        |
| 2023-act. | Pedro Luis Cuesta Martín        | PP        |

## Cultura

### Patrimonio
- Gacería, idioma utilizado por los tratantes de ganado y trilleros de pueblos del entorno de Cantalejo, como Veganzones.[3]
- Presa del Molino Mesa sobre el río Cega con más de 500 años;[4]

#### Iglesia de Santa Águeda

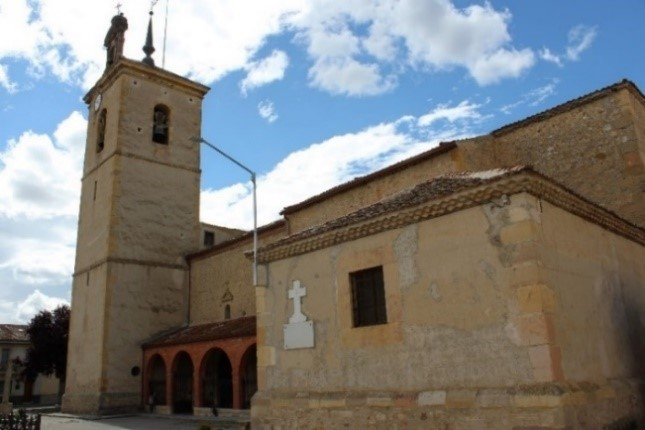
Iglesia de Santa Águeda

La Iglesia se construyó en el año 1609 por Pedro de Brizuela, arquitecto del ayuntamiento de Segovia y maestro mayor de la Catedral de Segovia. Presenta una planta de cruz latina poco marcada, recubierta toda ella por bóvedas de cañón con lunetos. En la cara más noble de la torre hay una inscripción que dice:
«Comenzose año de 1628 y se acabó año de 1630 siendo cura el Licenciado Francisco Barral»
En el dintel de la ventana de la sacristía consta la fecha, de 1773, lo que indica que se construyó posteriormente a la iglesia y la torre. En la parroquia de Zamarramala se encuentra la escritura de la contratación de la nueva Iglesia de Veganzones, con la condición de destruir la iglesia románica existente y construir sobre el mismo solar la nueva iglesia.
Retablo de Santa Águeda

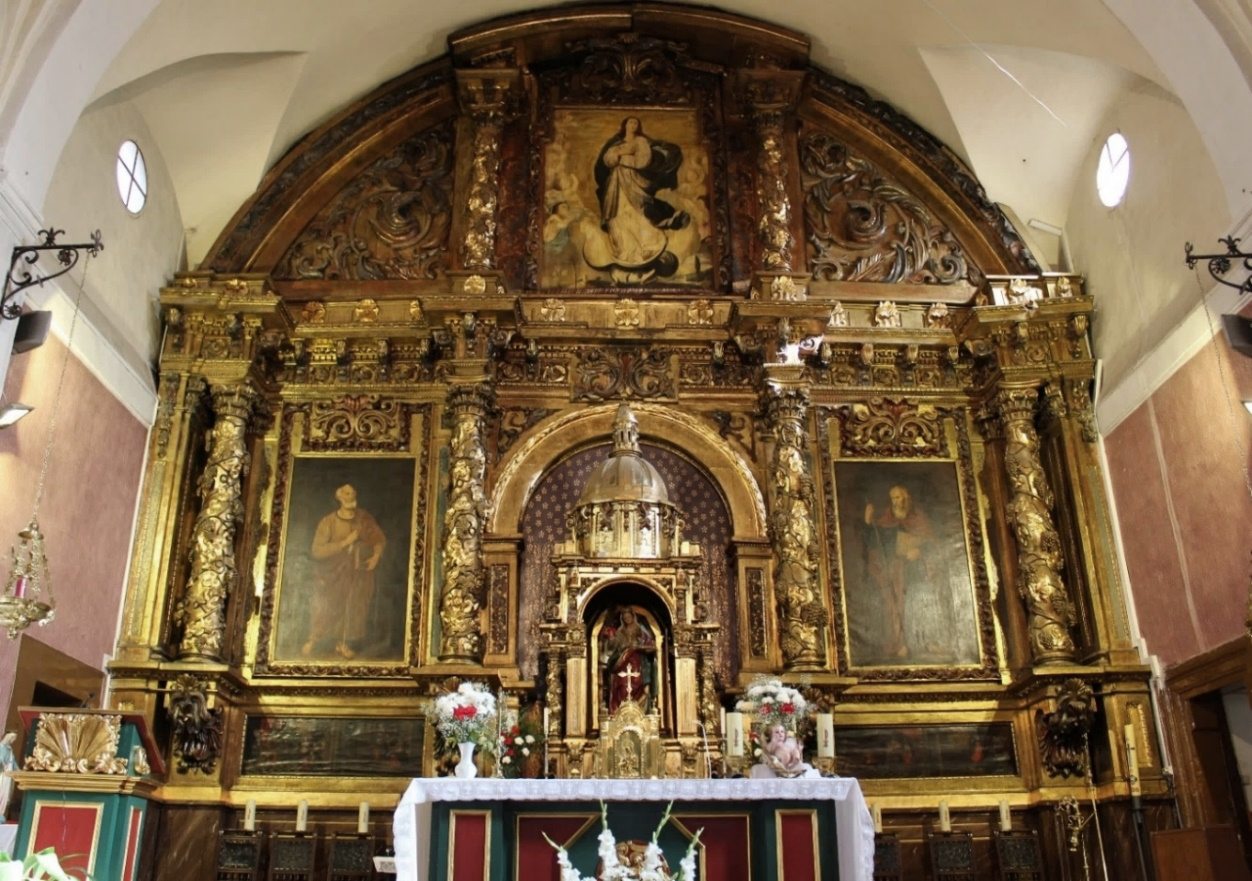
Retablo Mayor de Santa Águeda

El retablo mayor de la iglesia de Santa Águeda es un retablo de estilo barroco con influencia escurialense, caracterizado como prechurrigueresco. Presenta una planta lineal que se adapta al espacio del presbiterio.
Se encuentra separado del suelo por medio de un sotabanco con alma de piedra chapada en madera con efecto marmoleado.
En primer lugar, nos encontraríamos con el banco o predela, se compone de roleos vegetales y dos lienzos alargados a los lados del sagrario, que representan las escenas de la vida y el martirio de Santa Águeda, santa a la que está dedicado el retablo. 
Seguidamente, se encuentra el cuerpo principal o primer cuerpo, dividido en tres calles marcadas por las columnas salomónicas. En su fuste se alternan las hojas de parra con los racimos de uvas y terminan en un capitel compuesto. Bajo la hornacina de medio punto, se encuentra el expositor, cuyo interior está forrado por varios espejos y guarda la escultura de bulto redondo de Santa Águeda, que sujeta con la mano izquierda una bandeja con sus senos y en la derecha, la palma del martirio.
A los dos lados del expositor, se encuentran dos óleos sobre lienzos rectangulares que representan a San Pedro y a San Pablo. San Pedro está representado sujetando las llaves de la puerta del cielo y San Pablo con el mandoble, instrumento de su martirio. 
Sobre las columnas se levanta el entablamento, que se quiebra produciendo dinamismo. El arquitrabe está formado por relieves vegetales y se separa del friso por una fila de dentículos, el cual está decorado con molduras.
El ático está presidido por el lienzo situado en la parte central, que actualmente representa la Inmaculada de la Virgen. A sus dos lados, los espacios están decorados con relieves de formas vegetales avolutadas, inscritos en un cuarto de círculo. Al igual que en el cuerpo principal, las diferentes calles están separadas por columnas de la misma tipología, pero de menor tamaño.
Sacristía
Al fondo de la nave a la derecha, se encuentra la sacristía, que destaca por la fastuosidad de la cajonería barroca. 
Retablos colaterales
Los retablos colaterales también fueron trazados por Eugenio de la Cruz en 1685 y dorados entre 1962 y 1963 por Juan de Orilla. Presentan una mazonería muy similar a la del retablo mayor. El retablo colateral dedicado a la Virgen con el niño, se encuentra en un pésimo estado de conservación ya que, en él se originó el incendio de 1932. Consecuencia de ello, perdió toda la policromía y fue cubierto con purpurina. En el muro perpendicular a los retablos colaterales hay dos pequeños altares.
Capillas laterales
Debajo del coro, se encuentran dos capillas laterales, pintadas por José Bermexo y Francisco Jiménez de Ocaña en 1708. Cada una de ellas cuenta con un retablo barroco. El retablo de Nuestra Señora de la Soledad, fue asentado y trazado por Pedro Laínez, y dorado en 1728 por Joseph Borbua. Es un retablo de traza simple y se levanta sobre una mesa de altar. La imagen de la Soledad viste de negro, con las manos entrelazadas y representa la tristeza de María tras depositar el cuerpo de su hijo en el sepulcro.
Por otro lado, y enfrente del anterior, se encuentra el retablo del Cristo Crucificado, que posee una traza más compleja. Está presidido por la imagen del Cristo clavado a la cruz por tres clavos. Viste el perizodium, un paño hasta las rodillas anudado en la cintura.
- Tres cruces del antiguo Calvario son de finales del siglo XVII (1686).
- Monumento a Cristo Rey. Obra de Florentino Trapero, inaugurada en 1929.
- Ermita del Santísimo Cristo del Humilladero. Edificio de planta rectangular, construido en el siglo XVIII. Posteriormente se llevó allí el cementerio.

### Fiestas
- Santa Águeda, 5 de febrero.
- Fiesta en honor a la Virgen de la Piedra, se celebra a primeros del mes de agosto.
- San Isidro Labrador, el 15 de mayo.
- Octava del Señor, domingo siguiente al Corpus Christi; se colocan enramadas, arcos y altares por donde pasa la procesión. Antiguamente se realizaban paloteos, que se dejaron de bailar a finales del siglo XX
- San Antonio, el 13 de junio.
- San Cristóbal, el 10 de julio. Bendición de vehículos en la plaza de la iglesia. En una plaza de toros hecha con talanqueras y remolques, se hacía suelta de vaquillas. La nueva legislación en materia taurina del Ministerio de Interior imponía unos requisitos tales que hizo imposible la continuidad del espectáculo.